# Lesegesellschaft Stäfa
Die Lesegesellschaft Stäfa ist eine Lesegesellschaft in der Schweizer Gemeinde Stäfa und zählt heute über 800 Mitglieder. Sie war Ende des 18. Jahrhunderts und in der ersten Hälfte des 19. Jahrhunderts Teil der aufklärerischen Bewegung in der Zürcher Landbevölkerung. Mit der liberalen Verfassung von 1831, dem Sieg der Liberalen 1845 nach der konservativen Wende von 1839 (Züriputsch), dem Sieg der Liberalen im Sonderbundskrieg 1847 und dem Erlass des Bundesverfassung von 1848 waren die zentralen politischen Ziele erreicht. In den folgenden Jahrzehnten wandelte sich die Lesegesellschaft, die bis heute Bestand hat, zu einer Kulturorganisation, die Konzerte und Theateraufführungen professioneller Ensembles veranstaltet sowie das «Museum zur Farb» und die Bibliothek Stäfa betreibt.

## Geschichte
1793 gründete der Stäfner Landarzt und Vorkämpfer für die Gleichberechtigung der Zürcher Landschaft Johann Caspar Pfenninger zusammen mit zehn Gesinnungsfreunden aus Wädenswil, Horgen, Meilen, Männedorf und Stäfa die «Lesegesellschaft zum See». Diese Vereinigung ohne Statuten und festen Sitz verbreitete aufklärerisches Gedankengut, setzte sich für die Bildung des Volkes ein und wehrte sich gegen Vorrechte der Bürger der Stadt Zürich gegenüber der Landbevölkerung. 1794 fassten Lesegesellschafter ihre Forderungen an die Zürcher Obrigkeit im „Stäfner Memorial“ zusammen. Die Regierung reagierte scharf auf die Bittschrift, verhaftete die Anführer der Bewegung und den Verfasser des Memorials, Heinrich Nehracher, und verurteilte diese zu mehrjähriger Verbannung oder hohen Bussen. Der Konflikt gipfelte 1795 in der militärischen Besetzung von Stäfa und ging als „Stäfnerhandel“ in die Geschichte ein. Die erste Lesegesellschaft Stäfa löste sich in der Folge auf.
In der Zeit der Restauration, im Jahr 1819, gründeten dieselben Kreise die Lesegesellschaft Stäfa neu als Verein. Ihr erster Präsident war Johann Caspar Pfenninger, der während der Helvetischen Republik als Zürcher Regierungsstatthalter gedient hatte und nun, als Vertreter der Liberalen, dem Zürcher Regierungsrats angehörte. Die Gleichberechtigung der Zürcher Landbevölkerung mit jener der Stadt Zürich blieb ein wichtiges Anliegen der Lesegesellschaft. Exponenten des Vereins waren daher massgeblich an der Vorbereitung des Ustertags beteiligt. Am 22. November 1830 versammelten sich rund zehntausend Männer der zürcherischen Landschaft in Zürich und forderten Gleichstellung der Landbevölkerung auf der Basis einer neuen Kantonsverfassung, die dann in ihrem Sinn ausgearbeitet und 1831 vom Volk mit überwältigendem Mehr gutgeheissen wurde. In der Folge setzte die Lesegesellschaft in ihrer Tätigkeit stärker auf die Förderung der Bildung des Landvolkes, die Bewahrung des kulturellen Erbes der Gemeinde und auf kulturelle Veranstaltungen.
Mitte des 20. Jahrhunderts bildete die Lesegesellschaft die drei bis heute bestehenden Pfeiler heraus: 1947 wurde das Museum zur Farb eröffnet, 1961 die Bibliothek Stäfa und 1966 startete die Lesegesellschaft ein alljährliches Konzert- und Theaterprogramm. In den 1970er-Jahren wandelte sich der Verein zudem von einem Club einflussreicher und bürgerlich gesinnter Stäfner und Stäfnerinnen zu einem politisch ungebundenen Publikumsverein, der um die Jahrtausendwende mehr als 1000 Mitglieder zählte.

## Gegenwart
Die Lesegesellschaft ist heute ein politisch und konfessionell neutraler Verein. Er steht allen interessierten Personen offen und zählte 2019 mehr als 800 Mitglieder aus Stäfa und Umgebung. Die Generalversammlung wählt die ehrenamtlich tätigen Mitglieder des Vorstandes für eine Amtsdauer von jeweils drei Jahren.

### Konzerte und Theater
Die Lesegesellschaft veranstaltet in Stäfa und in der Nachbargemeinde Hombrechtikon Konzerte und Theateraufführungen mit professionellen Ensembles. In der Musik sind Klassik und Jazz bevorzugte Genres. Regelmässiger Gast in den Programmen, die in der Regel von September bis Mai oder Juni des Folgejahres dauern, ist das Theater Kanton Zürich.

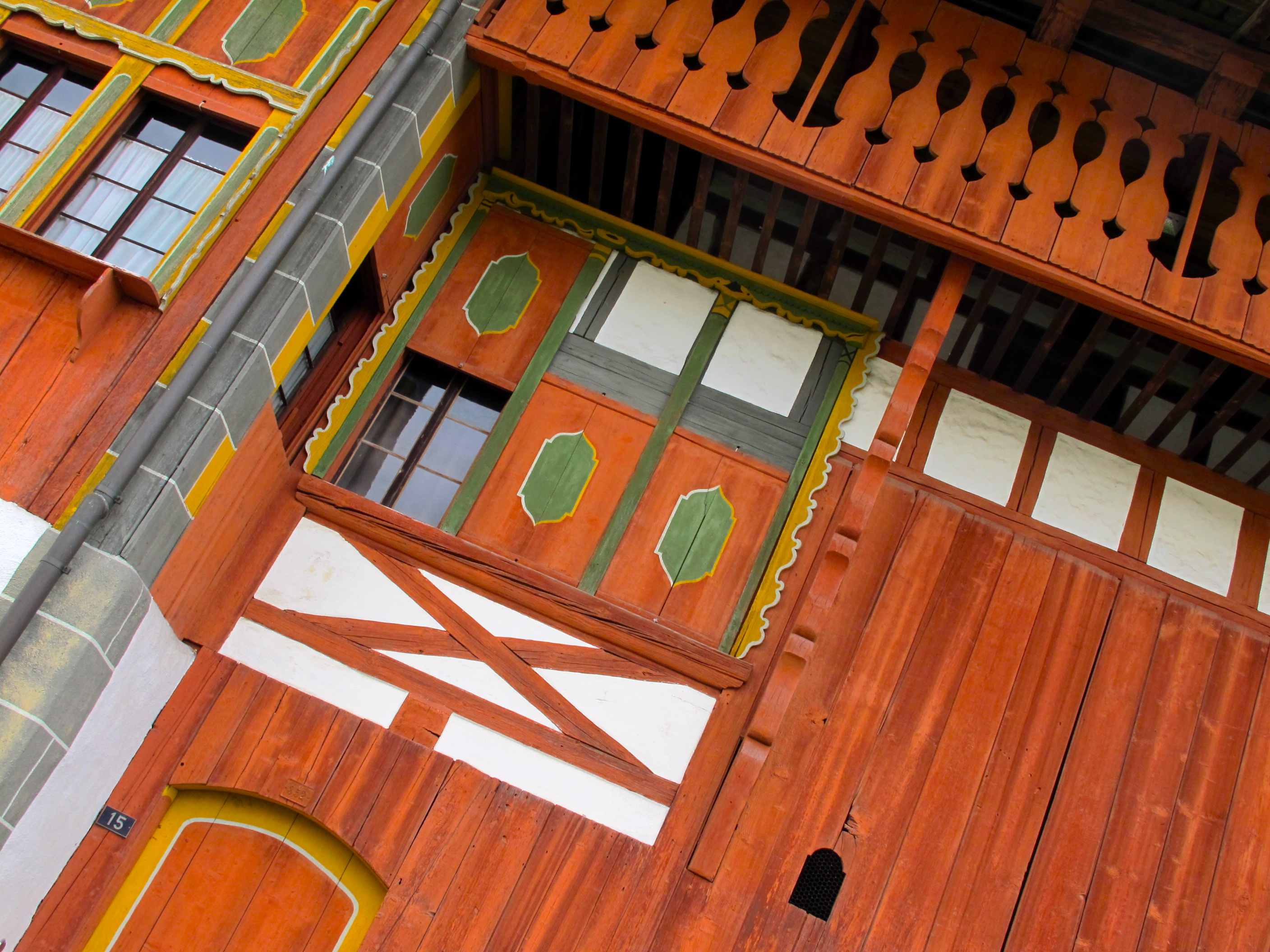
Eingang des Museums zur Farb

### Museum zur Farb
Das Museum zur Farb befindet sich in einem historischen Wohngebäude aus dem 15. Jahrhundert. Die Lesegesellschaft erwarb 1944 das Haus zur Farb im Stäfner Ortsteil Dorf; es ist heute auch Sitz des Vereins. Nebst der Dauerausstellung über den „Stäfnerhandel“, das spätmittelalterliche Gebäude und eine Fatschenkind-Sammlung führt das Museum regelmässig Sonderausstellungen durch.

### Bibliothek Stäfa
Im Auftrag der Gemeinde betreibt die Lesegesellschaft die öffentliche Bibliothek im Sekundarschulhaus Obstgarten (Tränkebachstrasse 41). Auf über 220 m² präsentiert die Bibliothek ca. 18’000 Medien aus den Sparten Belletristik, Sachbuch und Nonbook. Kinderbücher, Zeitschriften, Landkarten sowie CDs und Videos gehören ebenfalls zum Sortiment. Die Bibliothek Stäfa, die pro Jahr rund 70‘000 Medien ausleiht, organisiert zudem regelmässig Autorenlesungen.